# Lampetis revilliodi
Lampetis revilliodi es una especie de escarabajo del género Lampetis, familia Buprestidae. Fue descrita científicamente por Théry en 1946.